# Rajčetine (Crna Trava)
Rajčetine (cirill betűkkel Рајчетине) egy falu Szerbiában, a Jablanicai körzetben, Crna Trava községben.

## Népesség
- 1948-ban 267 lakosa volt.
- 1953-ban 225 lakosa volt.
- 1961-ben 248 lakosa volt.
- 1971-ben 177 lakosa volt.
- 1981-ben 83 lakosa volt.
- 1991-ben 46 lakosa volt
- 2002-ben 33 lakosa volt,[1] akik közül 32 szerb (96,96%) s 1 albán.[2]